# Javier Benjumea Puigcerver
Javier Benjumea Puigcerver (Sevilla, 14 de enero de 1915-ibidem, 31 de diciembre de 2001) fue un ingeniero electromecánico y empresario español. Fundador del grupo Abengoa, dedicado a la ingeniería, sus negocios también abarcaron sectores como la minería o la electricidad. 
Ostentó el título nobiliario de I Marqués de Puebla de Cazalla.

## Biografía
Javier Benjumea nació en Sevilla el 14 de enero de 1915, en el seno de una familia de la burguesía local. Su padre, Javier Benjumea Burín, falleció en 1929, dejando a sus cinco hijos —Teresa, Mercedes, María Victoria, Elena y Javier— a cargo de su viuda Rosalía Puigcerver, una mujer fuerte y austera, que los sacó adelante. Tíos suyos fueron Rafael Benjumea y Burín, primer conde de Guadalhorce y ministro de Primo de Rivera y Joaquín Benjumea y Burín, primer conde de Benjumea, ministro de Franco y gobernador del Banco de España.
Javier Benjumea estudió con los jesuitas, a quienes estuvo muy ligado a lo largo de su vida. Debido a la expulsión de estos en 1932, realizó buena parte de sus estudios en Lieja y finalizó sus estudios de Ingeniería en la Escuela de Ingenieros del ICAI (Universidad Pontificia Comillas) en Madrid en 1940. Un año después, en 1941, fundó la empresa de ingeniería Abengoa como sociedad limitada,  que en poco tiempo crecería hasta alcanzar una posición importante.
Benjumea también sobresalió por sus negocios en el sector de la minería. En 1951 fue uno de los promotores de la Sociedad Anónima Minas de Herrerías. Mayor relevancia adquirió su papel como uno de los actores (junto a Carlos Sundheim) que impulsó la «nacionalización» de las históricas minas de Riotinto, en 1954, hasta entonces bajo control británico. En reconocimiento a sus servicios ingresaría en el consejo de administración de la Compañía Española de Minas de Río Tinto, de la cual llegaría a ser presidente. Años después formaría parte de la presidencia ejecutiva del grupo Unión Explosivos Río Tinto, siendo también consejero de empresas como Río Tinto Minera, Compañía Sevillana de Electricidad, Técnicas Reunidas, etc.
Murió el 31 de diciembre de 2001, a los 86 años de edad.

## Familia
En 1944 contrajo matrimonio con Julia Llorente Zuazola. El matrimonio tuvo trece hijos: Blanca, Elena, Felipe, Inés, Javier, Julia, María Carmen, Mara Jesús, María Teresa, Mercedes y Rocío. 

## Distinciones
- Nombrado Hijo Predilecto de Andalucía en 1990.
- Nombrado Marqués de Puebla de Cazalla por el rey Juan Carlos I en 1994.
- Presidente de Honor de Abengoa hasta su muerte.
- Doctor honoris causa por la Universidad de Sevilla.[1]
- Gran Cruz de la Orden del Mérito Civil (1966)[1]
- Medalla de Oro de la Universidad Pontificia Comillas (1985)[1]
- Académico de honor de la Academia Sevillana de Buenas Letras (1989)[1]
- Miembro de honor de la Asociación Nacional de Ingenieros del ICAI (1990)[1]
- Premio Juan Lladó de Apoyo a la Cultura y a la Investigación (1992)[1]
- Medalla de Oro al Mérito en las Bellas Artes (1992)[1]
- Gran Cruz de San Gregorio Magno, concedida por Juan Pablo II (1993)[1]
- Gran Cruz de la Orden Civil de Alfonso X el Sabio (1997)[1]
- Medalla de Oro al Mérito en el Trabajo (1999)[1]